# Arion rufus
Arion rufus (Linnaeus, 1758) è un mollusco gasteropode terrestre della famiglia Arionidae.